# Glossanodon pygmaeus
Glossanodon pygmaeus är en fiskart som beskrevs av Cohen, 1958. Glossanodon pygmaeus ingår i släktet Glossanodon och familjen guldlaxfiskar. IUCN kategoriserar arten globalt som livskraftig. Inga underarter finns listade i Catalogue of Life.